# Kərimbəyli (Babək)
Kərimbəyli è un comune dell'Azerbaigian situato nel distretto di Babək. 